# 由井大三郎
由井 大三郎（ゆい だいさぶろう、1933年6月16日 - ）は、日本の経営者。兵庫県出身。

## 経歴
1957年に早稲田大学法学部を卒業し、同年に朝日麦酒(現在のアサヒビール)に入社。1988年3月に取締役に就任し、同年12月にアサヒビール飲料社長、1992年3月にアサヒビール常務、1993年3月に同社専務、1996年3月に同社副社長、1998年9月に同社副会長を経て、1998年12月にニッカウヰスキー顧問に就任し、1999年3月には会長に就任し、2000年3月から2001年3月までには社長も兼任した。